# Cageot

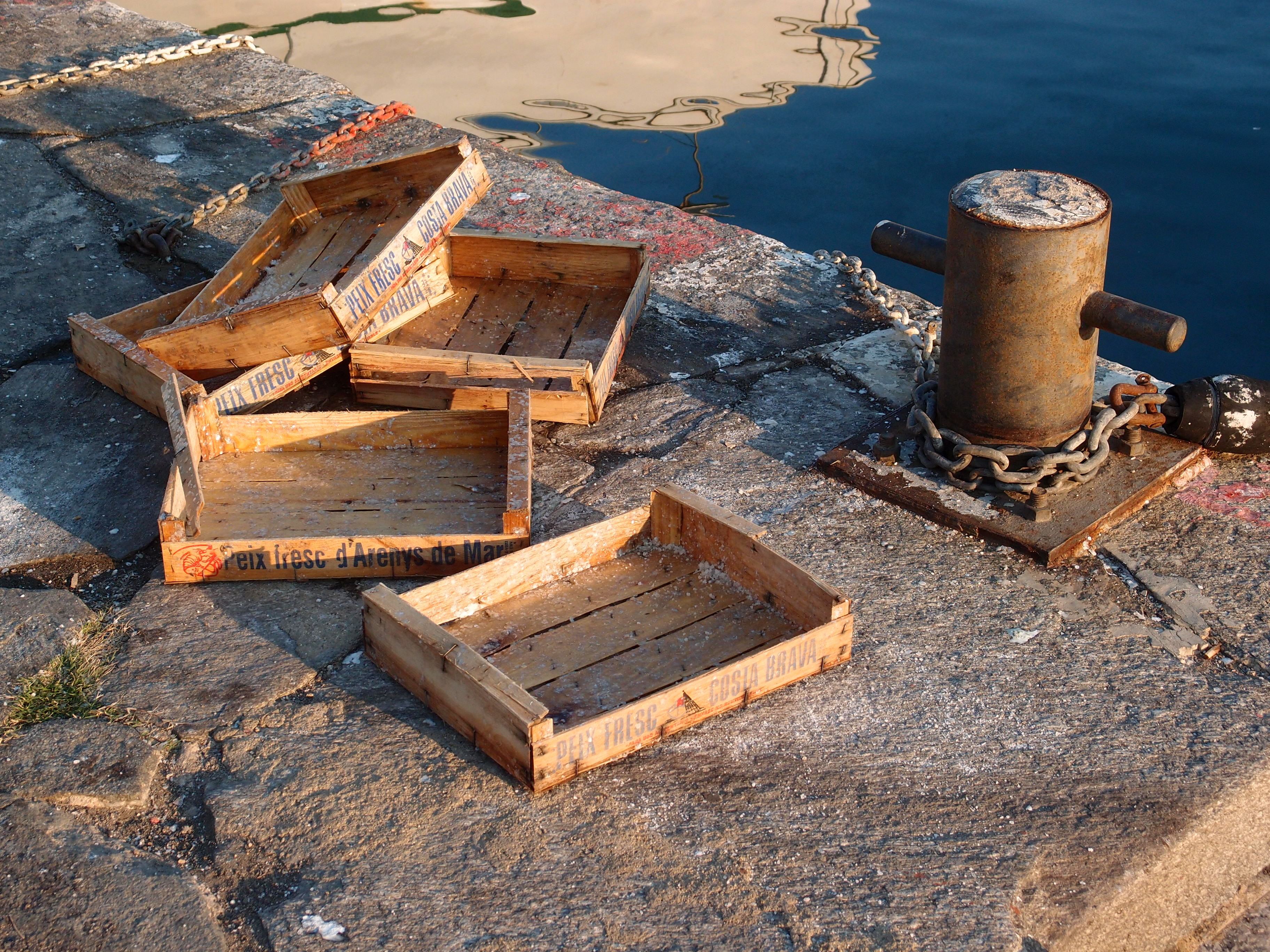
Des cagettes en bois.

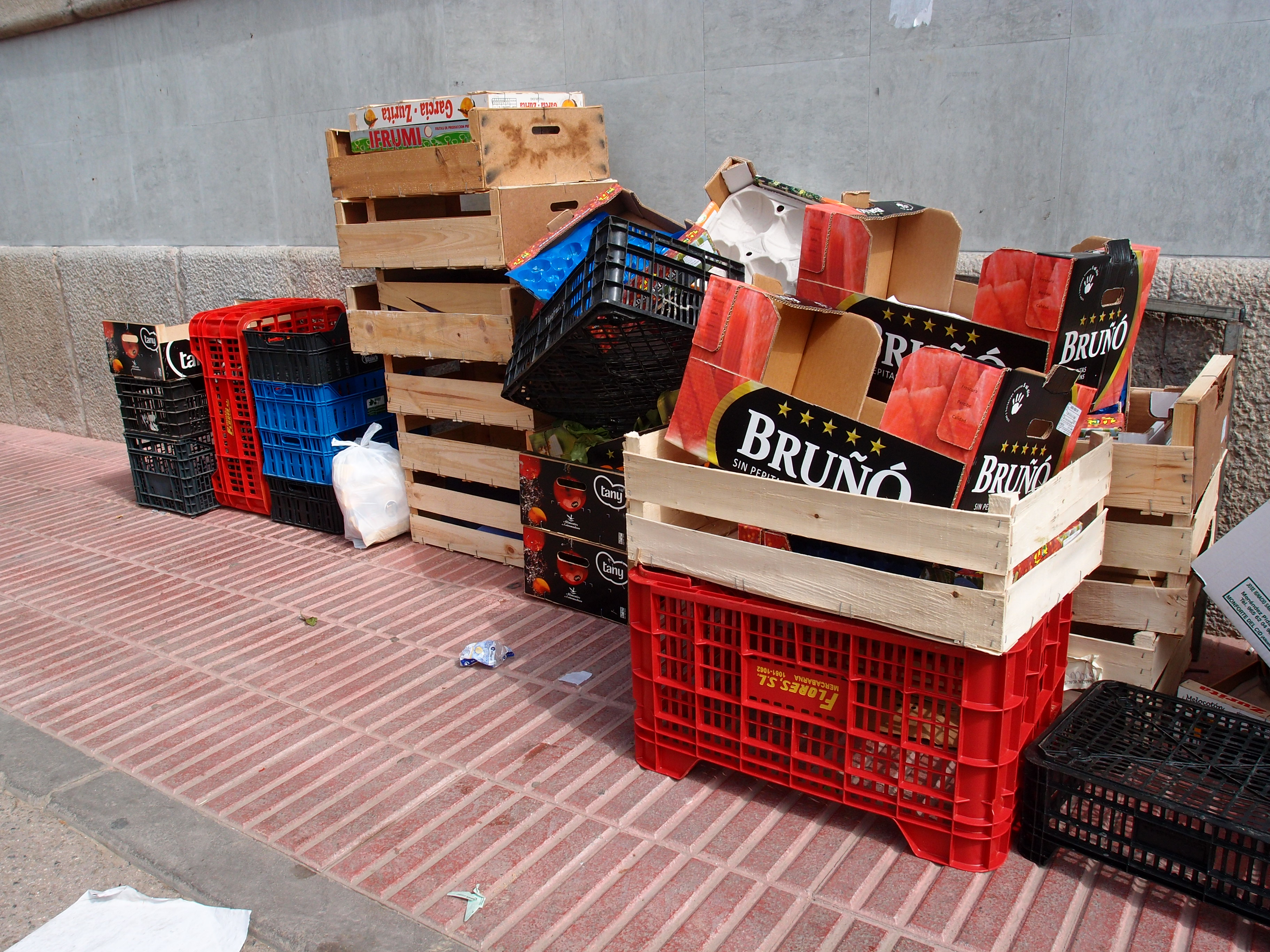
Diverses cagettes et cageots en bois, en plastique ou en carton.

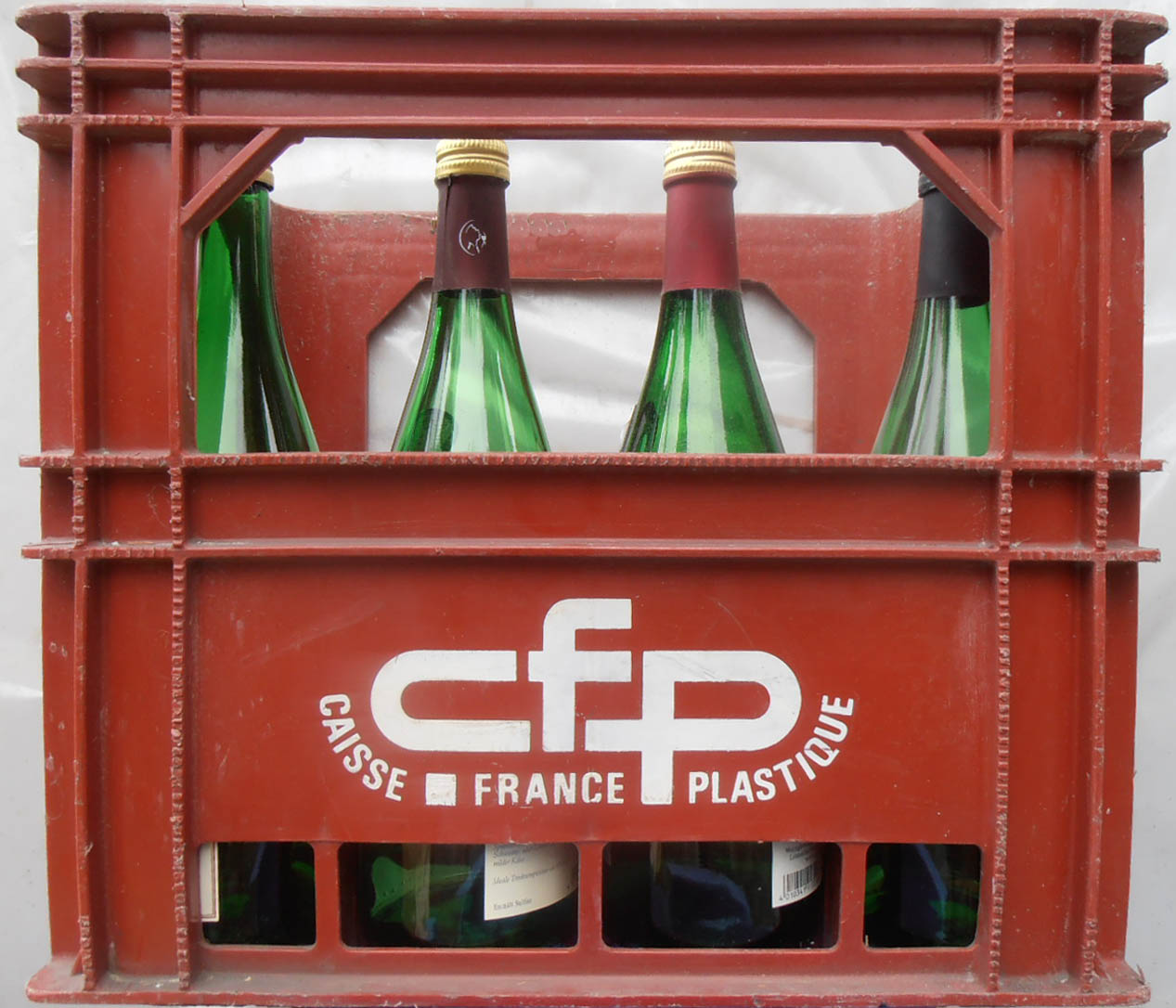
Cageot de vin "Caisse France Plastique".

Le cageot, ou cagette, est une caisse ajourée, très légère et superposable pour la manutention d'objets fragiles. L'utilisation la plus fréquente est l'emballage et la manutention de fruits et légumes.

## Composition
Les cageots peuvent être en :
- bois, principalement du peuplier ou dérivés : l'assemblage des lattes se fait par agrafage et/ou clouage ;
- carton plié et collé ;
- plastique à base de polyéthylène haute densité (PEHD), de polypropylène (PP) ou de polystyrène expansé.

Un cageot pour fruits ou légumes est souvent imprimé aux marques et couleurs de l'agriculteur ou de son entreprise, du commerçant grossiste. Il porte également des étiquettes réglementaires pour identifier la provenance et la nature, le calibre des aliments qu'il contient.
L'intérieur du cageot peut être habillé d'un calage en cellulose ou en polystyrène rigide ou expansé thermoformé afin de séparer les fruits fragiles et les protéger (pêches…). Parfois, le dessus du cageot est fermé d'un filet, agrafé tout autour pour éviter le vol avant mise à l'étalage.

## Dimensions
De nombreuses cagettes ont des dimensions semblables au bac Europe : 600 × 400 mm, 500 × 400 mm, Ces formats facilitent la manutention par palette Europe.[réf. nécessaire]

## Emploi

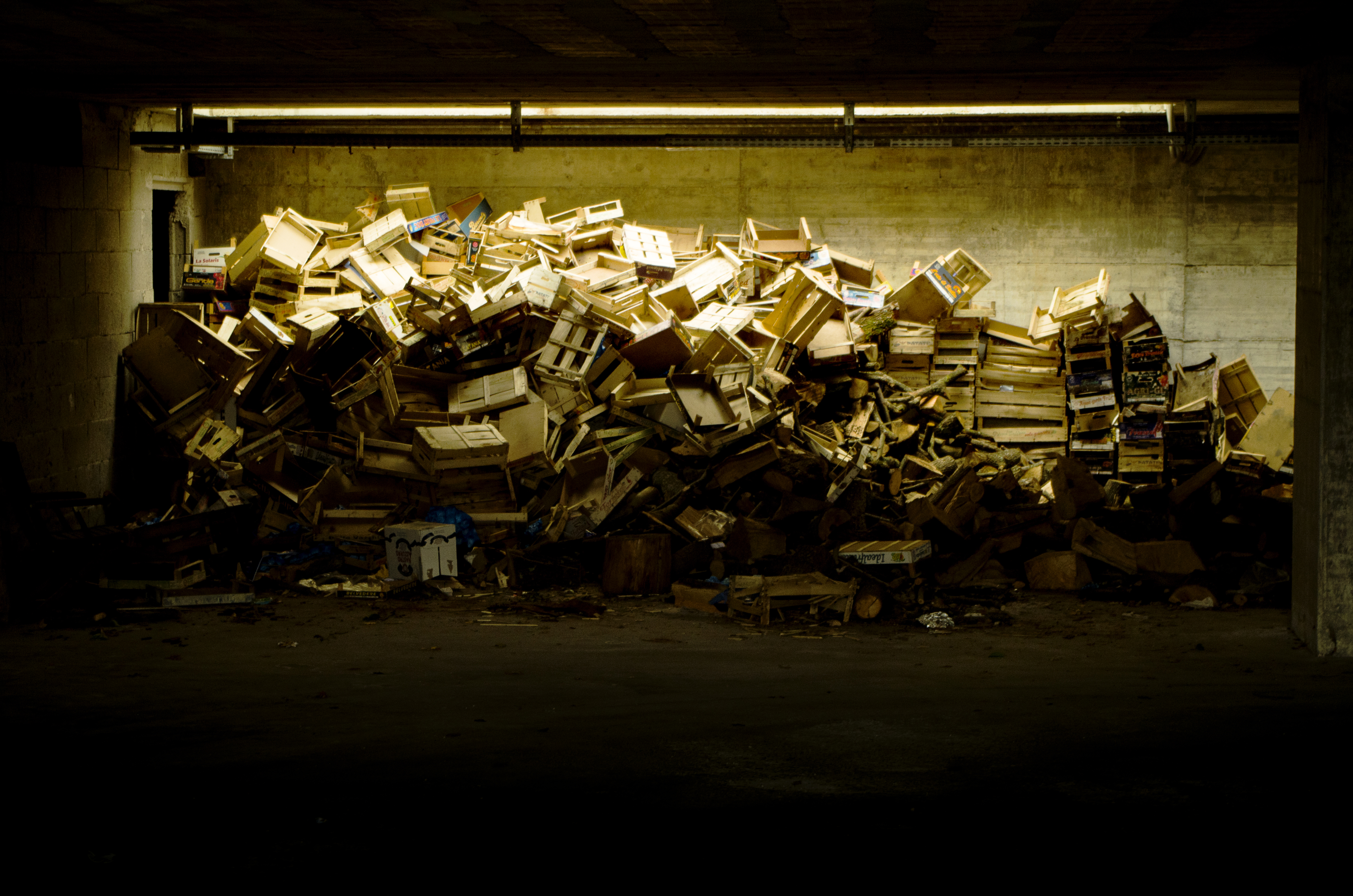
Cagettes à fruits entreposées en attente d'être recyclées. En Italie, décembre 2017.

Par son aspect brut et son utilisation rustique, le cageot est parfois donné comme qualificatif peu flatteur à une personne.
Cependant, le bois des cageots a de multiples utilisations. Un cageot déchiqueté permet facilement d'allumer un feu.

## Autrefois
Au XIXe siècle, le cageot est la caisse dans laquelle on presse les foies de morue pour en tirer de l'huile,,

## Le cageot dans l'art
- Le tres est un instrument de musique à cordes taillé dans le bois des cageots qui servaient au transport de la morue séchée.[réf. nécessaire]
- Jean-Yves Pennec, artiste plasticien, utilise les motifs imprimés sur les flancs des cageots pour réaliser des œuvres d'art par collage.[réf. nécessaire]
- Francis Ponge a écrit un court poème intitulé "Le cageot", dans Le Parti pris des choses (1942) :

« À mi-chemin de la cage au cachot, la langue française a cageot, simple caissette à claire-voie vouée au transport de ces fruits qui de la moindre suffocation font à coup sûr une maladie.
Agencé de façon qu'au terme de son usage il puisse être brisé sans effort, il ne sert pas deux fois. Ainsi dure-t-il moins encore que les denrées fondantes ou nuageuses qu'il enferme.
À tous les coins de rues qui aboutissent aux halles, il luit encore de l'éclat sans vanité du bois blanc. Tout neuf encore, et légèrement ahuri d'être dans une pose maladroite à la voirie jeté sans retour, cet objet est en somme des plus sympathiques, — sur le sort duquel il convient toutefois de ne s'appesantir longuement. »

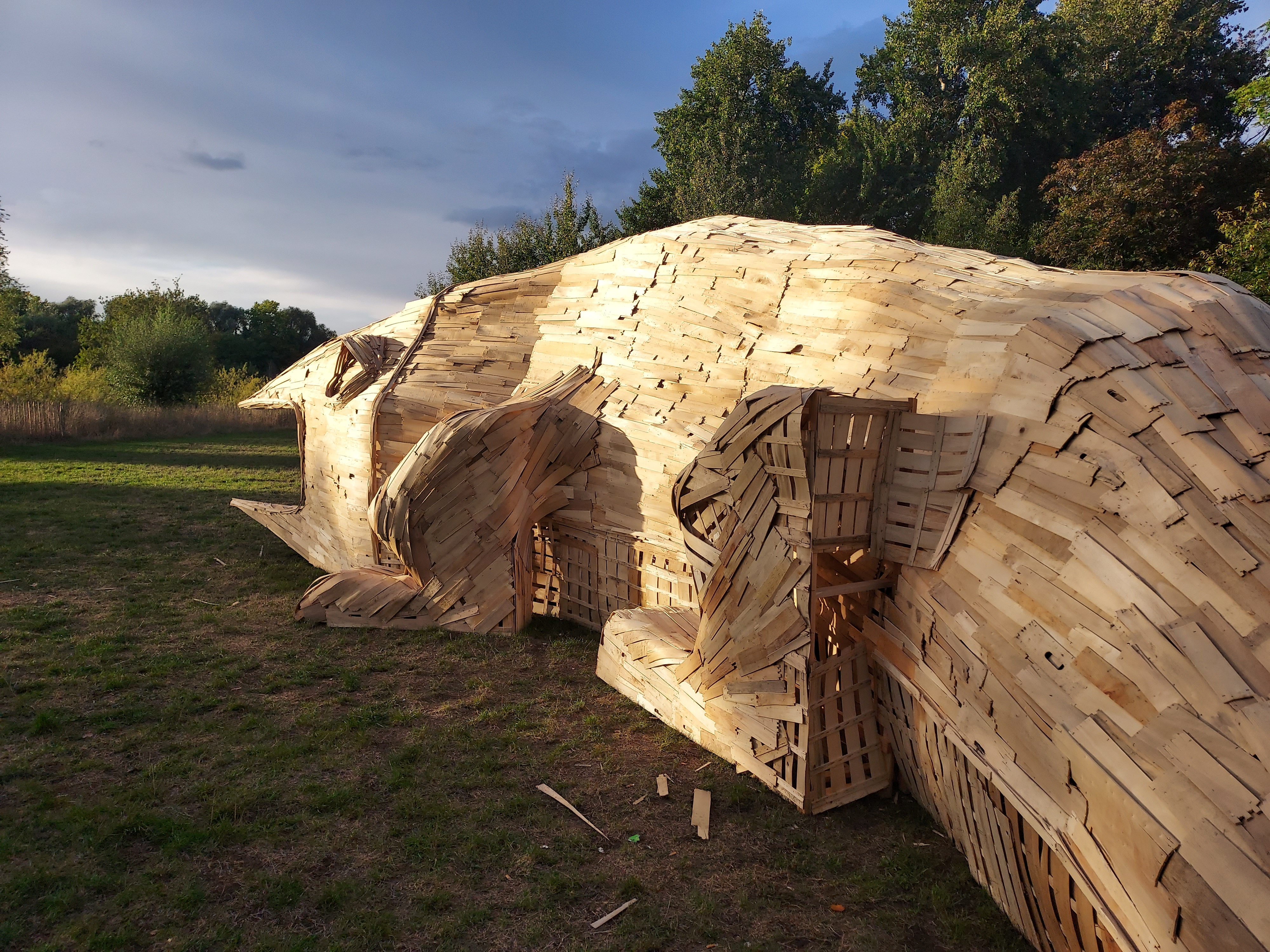
Le collectif Artimuse réalise des œuvres à partir de cagettes en bois[5]. Ici, œuvre dans le cadre de Lille 3000, Citadelle de Lille.